# Sphacelodes studiosa
Sphacelodes studiosa là một loài bướm đêm trong họ Geometridae.